# Heinz Liepman
Œuvres principales
Heinz Liepman, de son vrai nom Heinz Liepmann, né le 27 août 1905 à Osnabrück en Allemagne et mort le 6 juin 1966 à Agarone en Suisse, dans la commune de Cugnasco-Gerra, est un écrivain allemand.

## Biographie

### Théâtre et littérature
Heinz Liepman fait sa scolarité à Hambourg et Bielefeld. À partir de 1925, il travaille comme assistant et auteur pour des scènes de théâtre à Francfort et Hambourg. En 1929, il publie son premier roman, Nächte eines alten Kindes.

### Exil
Avec l'arrivée des Nazis au pouvoir, son nom figure dans les listes des auteurs interdits. Liepman s'exile aux Pays-Bas où il est jugé et condamné pour « atteinte à un chef d'État d'un pays ami »,, en l'occurrence Hindenburg, le président de la République allemand, après la publication à Amsterdam, dès 1933, de Das Vaterland (« La patrie ») sur l'acceptation du nouveau régime nazi par la société allemande. Il échappe à l'extradition vers son pays d'origine et part en France, puis en 1936 au Royaume-Uni et l'année suivante aux États-Unis. De 1943 à 1947, il est rédacteur au Time de New York.

### Retour en Europe
En 1947, il revient vivre en Allemagne, à Hambourg, avec son épouse Ruth Liepman. Ils fondent une agence littéraire à la demande de maisons d'éditions américaines qui souhaitent publier des auteurs allemands nouveaux. Au lieu de cela, les Liepman deviennent des intermédiaires pour la publication en Allemagne d'auteurs américains, dont Norman Mailer et Francis Scott Fitzgerald. L'agence fondée par Heinz et Ruth Liepman existe toujours. Heinz Liepman se désintéresse de l'agence dont il laisse la gestion à son épouse pour retourner vers l'écriture. En 1961, il quitte à nouveau l'Allemagne pour s'installer en Suisse où il finit ses jours.

## Ouvrages
- 1930, Die Hilflosen, roman, Schöning
- 1933, Das Vaterland, roman, Amsterdam, van Kampen; traduction en anglais à Londres sous le titre Murder made in Germany, publication à New York en 1934, traductions en néerlandais, polonais, norvégien
- 1934, Das Leben der Millionäre, Paris, Die Zone
- 1935, …wird mit dem Tode bestraft, roman, Zurich, Europa-Verlag

## Sources
- (de) Manfred Brauneck (éditeur), 1995, Autorenlexikon deutschsprachiger Literatur des 20. Jahrhunderts, Reineck bei Hamburg, Rowohlt.
- (de) Wilhelm Sternfeld, Eva Tiedemann, 1970, Deutsche Exil-Litteratur 1933-1945 deuxième édition augmentée, Heidelberg, Verlag Lambert Schneider.
- (de) Volker Weidermann, 2009, Das Buch der verbrannten Bücher, btb-Verlag